# 澳貝龍村
澳貝龍村（又稱澳背龍、澳背壟）是香港西灣河的一條已清拆寮屋村落，位於西灣河西面，柏架山北面山麓黃泥山（橫坑山）半山。

## 歷史
20年代初，西灣河設有數個採石場，其中一個位於西灣河西面黃泥山（橫坑山）山咀，名為華安石塘，即現今筲箕灣配水庫所在位置。澳貝龍村位於該採石場的入口附近，在其他兩條寮屋村成安村和橫坑村之上。早於20年代初或更早已有人在澳貝龍建屋定居，以Hau Pui Loong一名載於1914年軍部地圖上。國共內戰後，大量內地難民來港，西灣河和筲箕灣半山發展成一片大型寮屋區，澳貝龍村便是其中一條村，地勢最高。1958年，澳背龍村福利會成立，為村民謀求福祉。1964年華安石塘停用，變成一個廢礦湖，曾有小童到該處玩樂而遇溺，採石場於1969年改建成配水庫。
自此，西灣河山村始獲自來水供應。澳貝龍村的更高位置有澳貝龍山頂村，山頂村位於山上和山下舊採石場（現今西灣河消防局）之間的斜坡，該村自成一個、規模較小。1960年代初才併入澳貝龍村，在配水庫興建工程期間被拆卸。
1980年，澳貝龍村有人口866人。1980年代末，政府宣佈清拆西灣河寮屋區，以發展耀東邨及興東邨。澳貝龍村被拆卸，成為現今興東邨的小部份範圍，包括斜坡。

## 知名居民
- 香港經濟學家張五常，兒時居於澳貝龍村61號。[5]

## 地標
- 澳背龍村褔利會
- 真道學校
- 愛德華幼稚園
- 人頭石